# (6470) Aldrin
(6470) Aldrin (vorläufiger Name 1982 RO1) ist ein Asteroid aus den inneren Regionen des Asteroidengürtels.

## Beschreibung und Bahneigenschaften
(6470) Aldrin wurde vom tschechischen Astronomen Antonín Mrkos am 14. September 1982 am Klet´-Observatorium (IAU-Code 046) entdeckt.
Der Asteroid umkreist die Sonne in einem Abstand von 1,9 bis 2,6 Astronomischen Einheiten, einmal alle 3 Jahre und 5 Monate (1253 Tage). Sein Orbit hat eine Exzentrizität von 0,15 und eine Inklination von 2,79°.

## Namensgebung
Der Asteroid wurde anlässlich des 30. Jahrestages der Apollo-11-Mission nach dem amerikanischen Astronaut Buzz Aldrin benannt. Aldrin war der zweite Mensch, der die Oberfläche des Mondes betreten hat.
Der Name wurde von den tschechischen Astronomen Jana Tichá, Miloš Tichý und Zdeněk Moravec, die (6470) Aldrin im Jahr 1995 beobachteten, vorgeschlagen. Der Name wurde am 4. Mai 1999 angenommen.
Die Asteroiden (6469) Armstrong und (6471) Collins wurden ebenfalls nach Apollo-11-Astronauten benannt.